# František Josef z Lambergu
František Josef hrabě z Lambergu (Franz Joseph Graf von Lamberg) (kníže 1711–1712) (28. října 1638 Vídeň – 2. listopadu 1712 Steyr) byl rakouský šlechtic, diplomat, politik a dvořan. Byl vychován spolu s císařem Leopoldem I., poté působil jako diplomat a dvořan. V letech 1686–1712 zastával funkci zemského hejtmana v Horním Rakousku. Byl nositelem Řádu zlatého rouna a po předčasně zemřelém synu Leopoldu Matyášovi dědicem knížecího titulu.

## Životopis

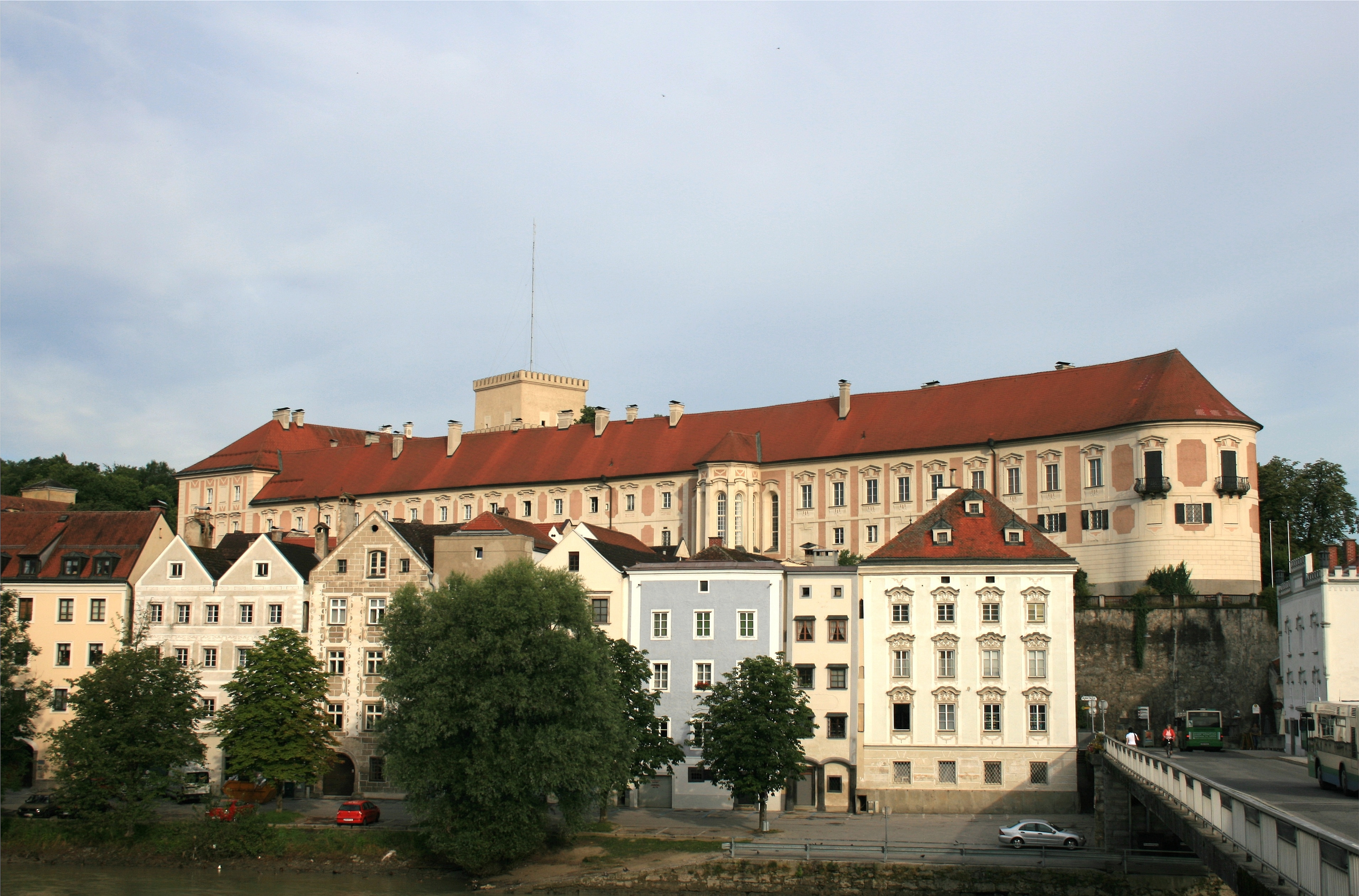
Zámek Lamberg ve Steyru

Pocházel ze staré šlechtické rodiny Lambergů, byl nejstarším synem diplomata a císařského nejvyššího hofmistra Jana Maxmiliána z Lambergu (1608–1682), po matce Juditě (1612–1690) byl potomkem Bruntálských z Vrbna. Vzhledem k postavení svého otce u císařského dvora byl vychováván spolu s pozdějším císařem Leopoldem I. a těšil se jeho trvalé důvěře. V letech 1656–1660 absolvoval dlouhou kavalírskou cestu po Evropě, dlouhodobě pobýval ve Francii a Itálii. získal v roce 1662 titul císařského komorníka a v roce 1664 byl jmenován členem říšské dvorní rady. V roce 1666 jel do Benátek přivítat španělskou princenzu Markétu Terezii, aby ji jako budoucí manželku Leopolda doprovodil do Vídně. Poté vykonal několik diplomatických cest, v letech 1667–1668 do Španělska, Francie a po říšských státech, v letech 1676–1677 znovu do Španělska. Jeho mise měly spíše ceremoniální charakter a ve srovnání se svým otcem měl František Josef výrazně menší vliv na politiku. V roce 1686 byl jmenován císařským tajným radou a v letech 1686–1712 byl zemským hejtmanem v Horním Rakousku. V roce 1694 získal Řád zlatého rouna. Krátce před smrtí Leopolda I. byl jmenován členem tajné státní konference (1704). Po synu Leopoldu Matyášovi zdědil v roce 1711 knížecí titul, což byla ojedinělá situace, kdy otec převzal vyšší šlechtický titul po předčasně zemřelém potomkovi.

## Rodina
V roce 1663 se v pražské katedrále sv. Víta oženil s hraběnkou Annou Marií z Trauttmansdorffu (1642–1727), dcerou českého nejvyššího maršálka Adama Matyáše z Trauttmansdorffu, s níž měl početné potomstvo. Ze synů byl nejstarší Leopold Matyáš (1667–1711), který byl oblíbencem císaře Josefa I. a v roce 1707 získal titul knížete. Z dalších synů vynikl Josef Dominik z Lambergu (1680–1761), který byl dlouholetým biskupem v Pasově a kardinálem.
Díky sňatkům svých sester měl František Josef z Lambergu příbuzenské vazby na řadu významných osobností, jeho švagry byli například císařský dvorní maršálek Jindřich Vilém Starhemberg, diplomat a nejvyšší hofmistr Ferdinand Bonaventura z Harrachu nebo nejvyšší lovčí Českého království Jan Adam Hrzán z Harasova.
Mladší bratři Františka Josefa vlastnili majetek v Čechách a na Moravě. Kašpar Bedřich (1648–1686) byl majitelem panství Kunštát na jižní Moravě, kde podnikl barokní přestavbu kunštátského zámku. Další bratr, kardinál a pasovský biskup Jan Filip (1651–1712) zakoupil počátkem 18. století rozsáhlé statky v Pošumaví s hradem Rabí.